# Zuiderkerk

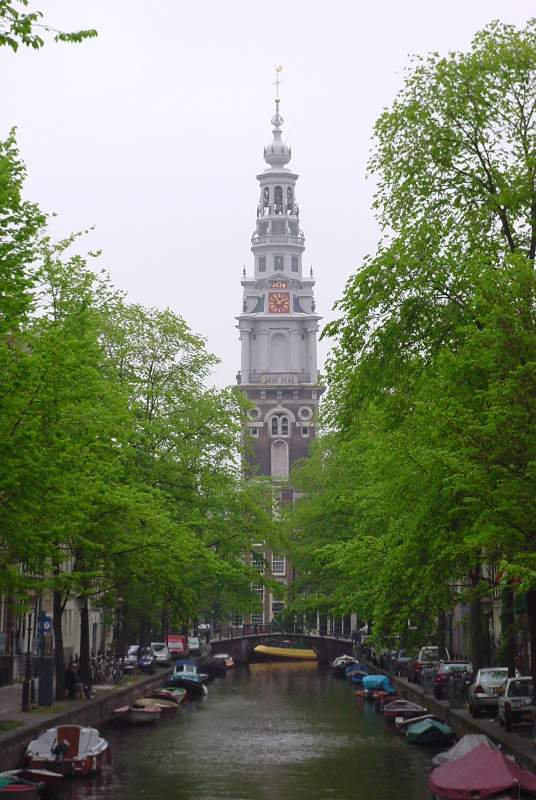
Widok na Zuiderkerk

Zuiderkerk (pol. Kościół południowy) – XVII-wieczny protestancki kościół w Amsterdamie, w dzielnicy Nieuwmarkt. Kościół ten odegrał ważną rolę w życiu Rembrandta, był też tematem w twórczości malarskiej Claude’a Moneta. 

## Historia
Zuiderkerk był pierwszym zbudowanym przez protestantów kościołem w Amsterdamie. Powstał w latach 1603–1611. Charakterystyczna, dominująca nad okolicą wieża kościoła, została ukończona po roku 1614. Znajdujący się w niej carillon, odlany przez braci Hemony, zainstalowany został w roku 1656. 
Projekt kościoła wykonał Hendrick de Keyser, który również został pogrzebany w nim w roku 1621. De Keyser zaprojektował kościół jako sześcioprzęsłową pseudo-bazylikę z nawą główną i 2 nawami bocznymi, przedzielonymi kolumnami w porządku toskańskim. W 1921 roku na grobie architekta umieszczono tablicę pamiątkową. 
Francuski malarz impresjonista Claude Monet namalował kościół podczas swej wizyty w Holandii. Istnieje nieco nieporozumień odnośnie do daty tego obrazu, ale jest prawdopodobne, iż jest to jeden z 12 obrazów namalowanych przez Moneta w roku 1874 podczas wizyty w Amsterdamie. Obraz przedstawia widok kościelnej wieży, z kanałem Groenburgwal na pierwszym planie. Odbicie budynków na powierzchni wody oddane zostało w żółtym kolorze, bez przedstawiania szczegółów. Obraz znajduje się obecnie w zbiorach Philadelphia Museum of Art. 
Blisko Zuiderkerk znajduje się dom Rembrandta, którego troje dzieci zostało pochowanych w tym kościele. Według lokalnej legendy Rembrandt namalował w kościele swój obraz Straż nocna, ponieważ jego pracownia była zbyt mała. Ferdinand Bol, jeden z najsłynniejszych uczniów Rembrandta, został pochowany w Zuiderkerk w roku 1680. 
Zuiderkerk wykorzystywany był do celów kultowych do roku 1929. 
Kościół otwarty jest dla zwiedzających od poniedziałku do soboty. Wieża, która oferuje piękny widok na otaczającą okolicę, jest otwarta dla zwiedzających we wtorki, a w miesiącach letnich również w niedzielę. Kuranty grają w niedziele pomiędzy godziną 16:00 a 17:00.